# Günter Speyer

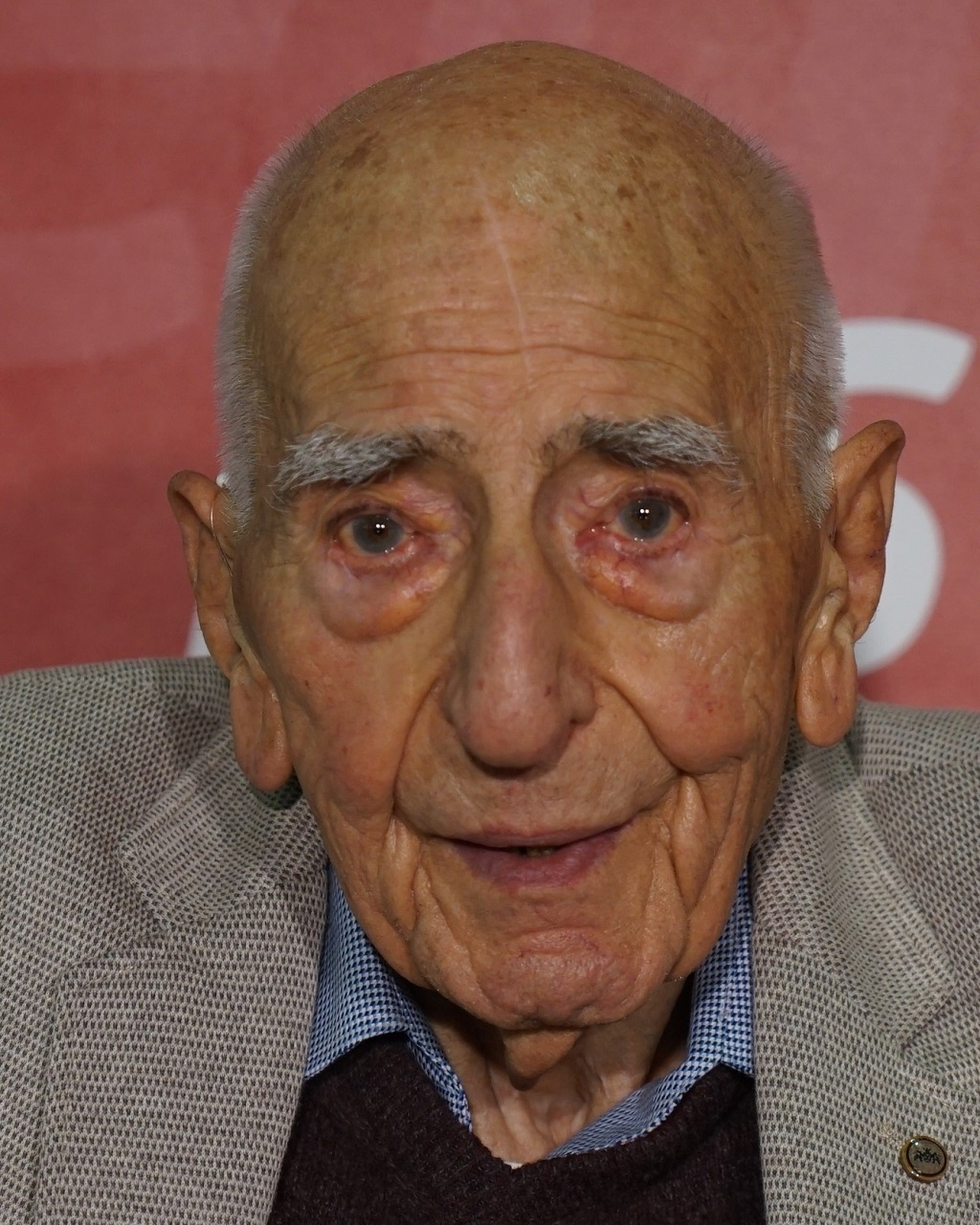
Günter Speyer (2021)

Günter Speyer (* 27. November 1927 in Pirmasens; † 3. Dezember 2023 in Kaiserslautern-Hohenecken) war ein deutscher Autor.

## Leben
Speyer besuchte in Pirmasens Volks- und Oberschule. Mit 15 Jahren wurde er als Luftwaffenhelfer nach Saarbrücken einberufen. 1944 kam er zum Reichsarbeitsdienst und zur Wehrmacht. Er geriet bei Kupjansk in sowjetische Kriegsgefangenschaft und kehrte 1947 zurück. Günter Speyer verbrachte längere Zeit in Lazaretten. Von 1952 bis 1954 besuchte er die höhere Wirtschaftsfachschule in West-Berlin und war dann bis 1976 kaufmännischer Angestellter. Anschließend wurde Speyer Leiter des Rechnungswesens und der Personalabteilung in einem Edeka-Großhandelsbetrieb in Pirmasens.
Von 1976 bis 1988 war er Geschäftsführer der VHS Kaiserslautern. 1988 ging er aufgrund kriegsbedingter gesundheitlicher Einschränkungen in Frührente.
Speyer war ein bekannter Pfälzer Mundartdichter mit vielen Veröffentlichungen in Zeitungen, Zeitschriften und Büchern. Er war Mitgründer des Mundartvereins Kaiserslautern. 1999 verfasste er das Theaterstück „Hinkelsverkehr“ in Pfälzer Mundart.
Der Autor war Mitglied beim Literarischen Verein der Pfalz und bei der Bosener Gruppe im Saarland.
Ein weiterer Schwerpunkt in seinem Leben war die Musik; er war 40 Jahre als Organist tätig.
Günter Speyer lebte in Kaiserslautern, war verheiratet und hatte fünf Kinder.
Er starb am 3. Dezember 2023 im Alter von 96 Jahren in Kaiserslautern-Hohenecken.

## Auszeichnungen
- 2004: Mundartwettbewerb Dannstadter Höhe, 4. Preis, Prosa[3]
- 1987: Jakob-Böshenz-Preis
- 1982: Pfälzischer Mundartdichterwettstreit, 1. Preis
- 1980: Reinhard-Klingel-Preis

## Werke
- Mein Krieg. Biographie. Kontrast Verlag, 2021, ISBN 978-3-941200-86-9.
- Galin – wie ein Huhn der Massentierhaltung entkam. Kinderbuch. Edition Tintenfaß, Neckarsteinach 2013, ISBN 978-3-943052-47-3.
- Mit Leib un Seel erlebt: Gedichde gege s Vergesse. Edition Tintenfaß, Neckarsteinach 2007, ISBN 978-3-937467-31-3.
- Vun allerhand Leit. Pfälzische Mundartgedichte. Eigenverlag 1984.